# Perrisina brevis
Perrisina brevis is een keversoort uit de familie zwamkevers (Endomychidae). De wetenschappelijke naam van de soort werd in 1864 gepubliceerd door Jean Pierre Omer Anne Édouard Perris.